# Mur Atlàntic
El Mur Atlàntic o Muralla de l'Atlàntic (Atlantikwall en alemany) va ser una gran cadena de punts de reforç ininterrompuda construïda durant la II Guerra Mundial per Alemanya que tenia com a missió impedir la invasió del continent europeu des de Gran Bretanya per part dels Aliats.
L'edificació d'aquest gegantesc projecte es va confiar el 1942 a l'Organització Todt. Amb un alt cost es va dotar a la zona costanera del canal de la Manxa sota control alemany de tota mena de búnquers, bloqueigs, casamates, trinxeres, túnels i altres estructures defensives, que en total sumarien al voltant de 15.000 edificis, requerint l'ús d'11 milions de tones de formigó i 1 milió de tones d'acer.

## Comandàncies del Mur Atlàntic
El Mur de l'Atlàntic no era una organització única, excepte en l'administració del seu edifici. Militarment es va dividir en vuit comandàncies: 
- Comando de l'Exèrcit a Noruega
- Comandant de les Forces de Dinamarca
- Deutschen Bucht Comand
- Comandament Wehrmacht dels Països Baixos
- Armée Oberkommando 15 (15è exèrcit)
- Armée Oberkommando 7 (7è Exèrcit, França)
- Armée Oberkommando 1 (primera zona de l'Exèrcit, França)
- Armée Oberkommando 19 (19è exèrcit, França)

## Fortaleses del Mur Atlàntic

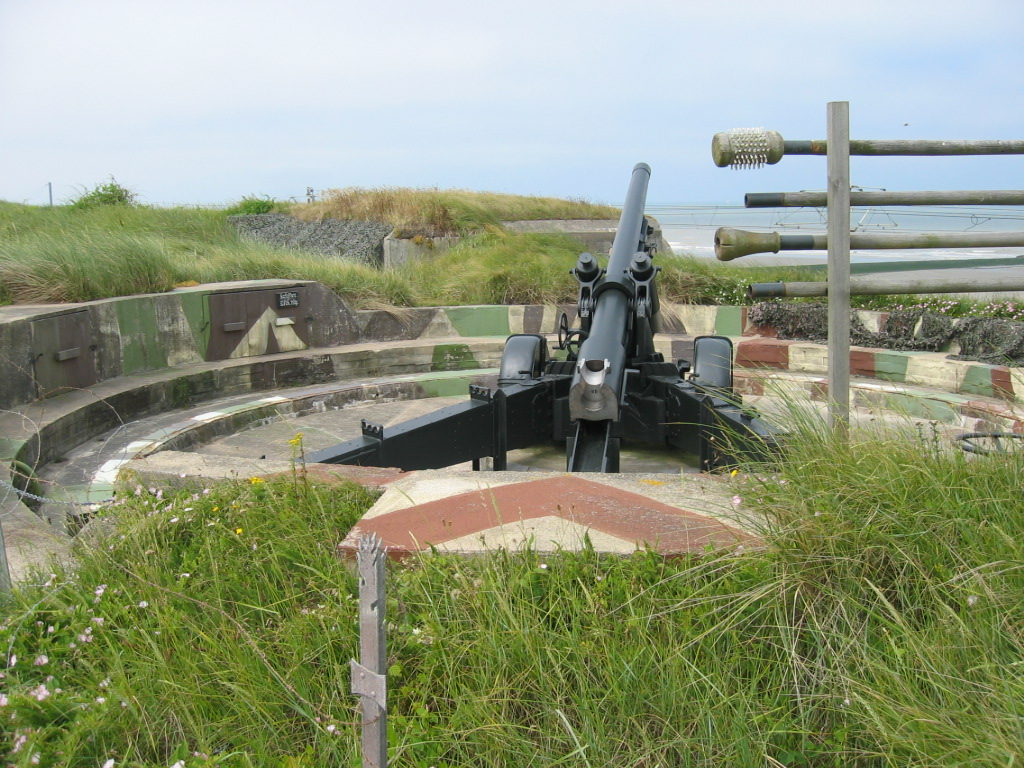
Museu a cel obert de l'Atlantikwall a Raversijde

Molts dels ports més importants al llarg de la costa francesa van ser integrats en el pla de defensa atlàntica alemany. Apropant-se al final de la guerra, Hitler va ordenar la defensa de les posicions de tota la costa, i efectivament algunes d'aquestes posicions seguien sense estar en mans aliades fins a la rendició alemanya el 8 de maig de 1945. Diverses de les fortaleses costaneres havien estat adaptades com a bases de submarins, i es van convertir en objectius primaris per als Aliats. Entre les seves guarnicions s'explicaven unitats SS i tropes d'origen eslau.

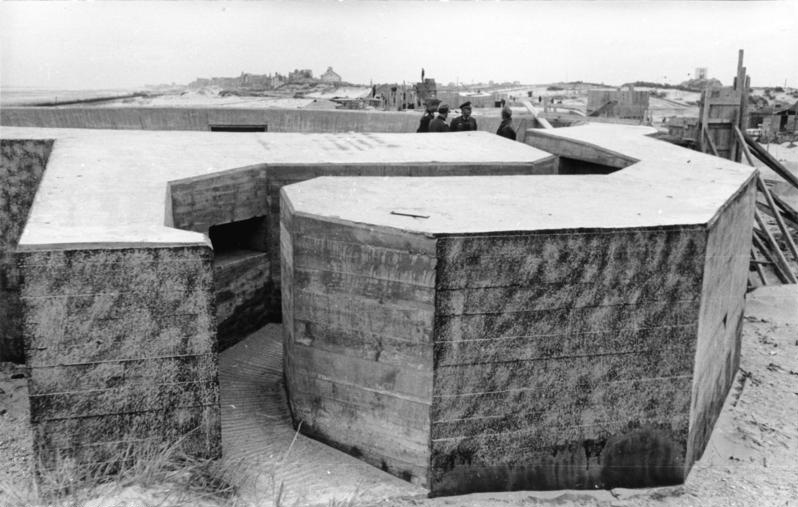
Una fortificació al nord de França.

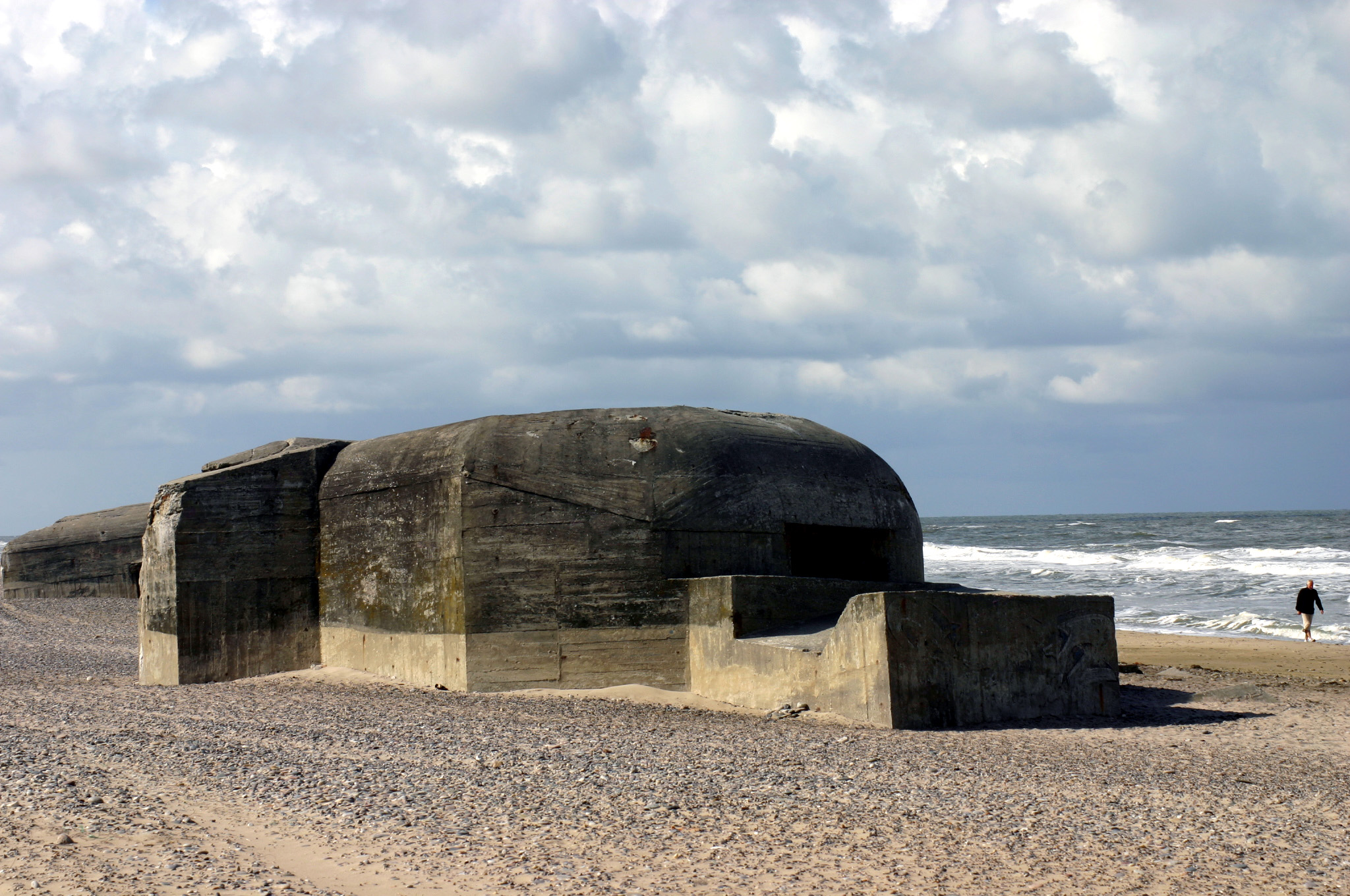
Bunker alemany a Søndervig, Dinamarca.

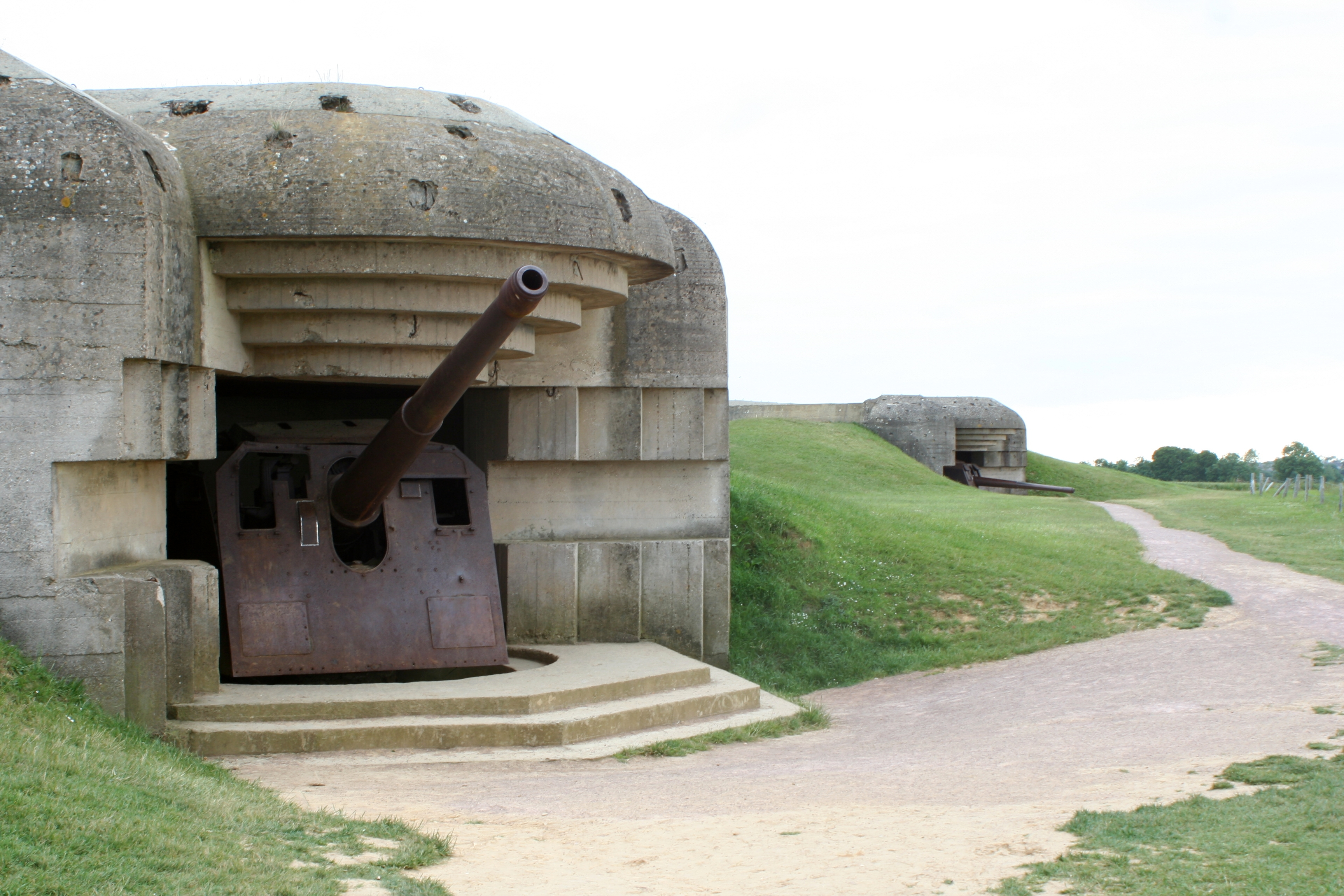
Bunkers alemanys a Longues-sur-Mer a França.

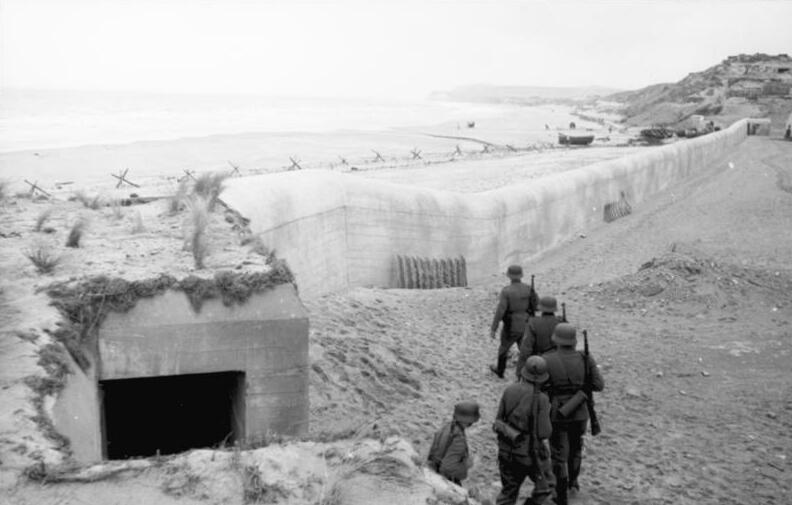
Soldats davant d'una fortificació de la Muralla de l'Atlàntic a Bèlgica, juliol de 1943

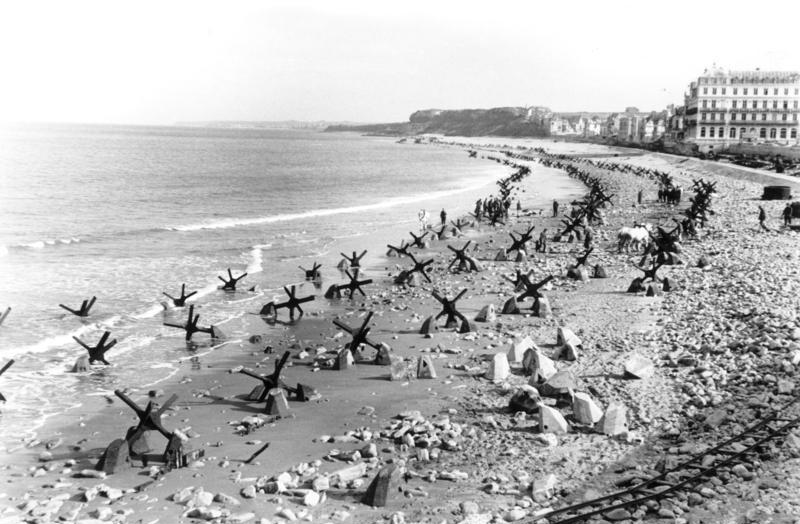
Obstacles per a tancs d'acer a França, Pas de Calais. Inspecció de la Muralla de l'Atlàntic pel General Mariscal de Camp Erwin Rommel

| Emplaçament                    | Comandant                 | Guarnició                                                    | Detalls de la batalla | Rendició                                                   | Ús aliat                                                                       |
| ------------------------------ | ------------------------- | ------------------------------------------------------------ | --- | ---------------------------------------------------------- | ------------------------------------------------------------------------------ |
| Cherbourg                      | General Von Schlieben     | 47.000 homes, en tota la península de Cotentin               | Port destruït amb càrregues de demolició. Hitler va rebutjar destruir les instal·lacions a principis d'any.                              | 27 de juny de 1944, després de quedar tancats pels Aliats. | Posada en funcionament pels EUA. A mitjans d'agost, ús limitat.                |
| Saint-Malo/Dinard              | Colonel von Aulock        | 12.000 soldats, comptant amb unitats de paracaigudistes i SS | Port destruït amb càrregues. 300 homes van defensar l'illa de Cézembre fins al 2 de setembre de 1944. L'illa controlava l'accés al port. | 17 d'agost de 1944.                                        | Inutilitzada durant la resta de la guerra.                                     |
| Alderney                       | --                        |                                                              | Una de les fortaleses ben defensades de tota la "Muralla de l'Atlàntic".                                                                 | 16 de maig de 1945                                         | La guarnició va capitular una setmana després de la rendició oficial alemanya. |
| Brest                          | General Ramcke            | 38.000 soldats, incloent la 2a Divisió Paracaigudista.       | El combat es va iniciar el 25 d'agost de 1944. El port va quedar completament destruït en els combats.                                   | 2 de setembre de 1944                                      | --                                                                             |
| Lorient                        | General Junck             | 15.000                                                       | -- | 8 de maig de 1945                                          | La guarnició es va lliurar després de la rendició alemanya.                    |
| Badia de Quiberon i Illa Belle | General Fahrmbacher       | 25.000                                                       | -- | --                                                         | --                                                                             |
| St. Nazaire                    | General Junck             | 35.000                                                       | -- | 8 de maig de 1945                                          | La guarnició es va lliurar després de la rendició alemanya.                    |
| La Rochelle/La Pallice         | Admiral Schirlitz         | Unitats de la Marina, 158a Divisió d'Infanteria de Reserva   | -- | 8 de maig de 1945                                          | La guarnició es va lliurar després de la rendició alemanya.                    |
| Le Havre                       | Coronel Wildermuth        | 14.000                                                       | Va Capitular després de 3 dies de lluita.                                                                                                | 14 de setembre de 1944                                     | Reutilitzada des d'octubre de 1944.                                            |
| Boulogne                       | General Heim              | 10.000                                                       | Combats iniciats el 7 de setembre de 1944.                                                                                               | 22 de setembre de 1944                                     | Els anglesos van reutilitzar-la des d'octubre de 1944.                         |
| Calais/Cap Gris-Nez            | Tinent coronel Schroeder  | 9.000                                                        | Les bateries de defensa de Cap Gris-Nez es van rendir dies abans. El port va quedar seriosament danyat.                                  | 31 de setembre de 1944                                     | Reutilitzada des de novembre de 1944.                                          |
| Dunkerque                      | Almirall Friedrich Frisus | 12.000 homes de la 18a Divisió Terrestre de la Luftwaffe.    | El port va quedar aïllat des del 13 de setembre de 1944.                                                                                 | Maig del 1945                                              | --                                                                             |
| Raversijde                     | --                        | --                                                           | Evacuat el 1944 | --                                                         | --                                                                             |
| Oostende                       | --                        | --                                                           | Es va lliurar sense resistència, el port no va patir danys.                                                                              | --                                                         | --                                                                             |
| Zeebrugge                      | General Eberding          | 14.000                                                       | Com a part de la fortalesa de l'Escalda, cobria l'accés al port d'Anvers. Els combats es van iniciar a primers d'octubre de 1944.        | 1 de novembre de 1944                                      | --                                                                             |
| Fort de l'Escalda              | General Daser             | 8,000                                                        | Defensava les illes de Zuid Beveland i Walcheren. Els combats es van iniciar a finals d'octubre de 1944.                                 | 6 de novembre de 1944                                      | --                                                                             |